# Toshiro Kageyama
Toshiro Kageyama (影山利郎?, Kageyama Toshirō; Shizuoka, 21 giugno 1926 – 31 luglio 1990) è stato un giocatore di go giapponese.

## Biografia
Imparò il go da ragazzo, ma a differenza di altri giocatori non tentò subito la carriera da professionista. Nel 1948 vinse il torneo Honinbo amatoriale, il più importante torneo per giocatori non professionisti del Giappone. Dopo questo risultato tentò l'esame da professionista l'anno seguente, passandolo al primo colpo.
In carriera ha raggiunto il grado di 7° dan nel 1977 e si è qualificato più volte alle fasi finali dei principali tornei, nel suo palmares figurano due secondi posti alla Prime Minister Cup, persa prima contro Hideo Otake e poi contro Toshi Hoshino. Al torneo Tokyo Shinbun Cup del 1967 vinse anche il premio per la miglior partita.
In occidente è particolarmente noto per il suo libro "Lessons in the Fundamentals of Go", uno dei primissimi testi sul Go tradotti e pubblicati in occidente. Nel suo libro lo stesso Kageyama considera la vittoria contro Rin Kaiho (detentore del Meijin all'epoca) nella semifinale della Prime Minister Cup il punto più alto della sua carriera.

## Titoli
| Nazionali            | Nazionali | Nazionali      |
| Torneo               | Vittorie  | Finalista      |
| -------------------- | --------- | -------------- |
| Oteai (II divisione) | 1 (1953)  |                |
| Prime Minister Cup   |           | 2 (1965, 1966) |
| Totale               | 0         | 2              |